# Trio (Trio)
Trio è l'eponimo album di debutto del gruppo musicale new wave tedesco Trio, pubblicato nel 1982 dall'etichetta discografica Mercury.

## Tracce
LP Mercury 6435 163
1. Achtung Achtung - 0:30
2. Ja Ja Ja - 2:57
3. Kummer - 2:38
4. Broken Hearts for You and Me - 3:33
5. Nasty - 2:38
6. Energie - 3:30
7. Los Paul - 2:32
8. Sabine Sabine Sabine - 3:46
9. Sunday You Need Love Monday Be Alone - 3:48
10. Nur ein Traum - 3:04
11. Ja ja wo gehts lank Peter Pank schönen Dank - 2:50
12. Ya Ya - 2:15
13. Danger Is - 2:14
14. Trio - 0:31

## Classifiche
| Classifica (1982) | Posizione raggiunta |
| ----------------- | ------------------- |
| Austria           | 16                  |
| Svezia            | 40                  |